# Bilston
Bilston es una localidad situada en el municipio de Wolverthampton, Inglaterra (Reino Unido). Según el censo de 2021, tiene una población de 34 600 habitantes.
Está ubicada en la zona centro-este de la región de Midlands del Oeste, cerca de las ciudades de Birmingham y Coventry.